# Starup
Starup är en tätort i Haderslevs kommun i Region Syddanmark i Danmark. Tätorten har 2 490 invånare (2024). Den ligger på Jylland, cirka 3 kilometer sydost om Haderslev.